# Adamovec
Adamovec település Horvátországban, Zágráb főváros Szeszvete városnegyedében. Közigazgatásilag a fővároshoz tartozik.

## Fekvése
Zágráb városközpontjától légvonalban 17, közúton 28 km-re északkeletre, a Medvednica-hegység keleti részének déli lejtőin, a Glavničica-patak mentén fekszik.

## Története
Az első katonai felmérés térképén „Adamovecz” néven található. Lipszky János 1808-ban Budán kiadott repertóriumában „Adamovecz” néven szerepel. Nagy Lajos 1829-ben kiadott művében „Adamovecz” néven 49 házzal, 398 katolikus vallású lakossal találjuk.
A településnek 1857-ben 702, 1910-ben 971 lakosa volt. Zágráb vármegye Zágrábi járásához tartozott. 1941 és 1945 a Független Horvát Állam része volt, majd a szocialista Jugoszlávia fennhatósága alá került. 1991-től a független Horvátország része. 1991-ben lakosságának 98%-a horvát nemzetiségű volt. A településnek 2011-ben 975 lakosa volt.

## Népessége
| Lakosság változása | Lakosság változása | Lakosság változása | Lakosság változása | Lakosság változása | Lakosság változása | Lakosság változása | Lakosság változása | Lakosság változása | Lakosság változása | Lakosság változása | Lakosság változása | Lakosság változása | Lakosság változása | Lakosság változása | Lakosság változása |
| ------------------ | ------------------ | ------------------ | ------------------ | ------------------ | ------------------ | ------------------ | ------------------ | ------------------ | ------------------ | ------------------ | ------------------ | ------------------ | ------------------ | ------------------ | ------------------ |
| 1857               | 1869               | 1880               | 1890               | 1900               | 1910               | 1921               | 1931               | 1948               | 1953               | 1961               | 1971               | 1981               | 1991               | 2001               | 2011               |
| 702                | 585                | 715                | 747                | 800                | 971                | 452                | 909                | 988                | 976                | 956                | 897                | 909                | 968                | 984                | 975                |

## Nevezetességei
- A település közepén a Dragutin Donjanić utca 70. szám alatt található a Cufilaj család egykori háza.[6] A hosszúkás, téglalap alakú alaprajzú, kétszintes ház az utcára merőleges homlokzattal 1931-ben épült. A földszint, a gazdasági rész részben téglából, részben vakolt betonból készült. A nyugati részben megőrizték az egykori villanyüzemű malom berendezéseit. A fából készült emeleti rész több tágas helyiséggel és egy kiugró, üvegezett verandával rendelkezik. Két külső lépcsősor vezet az emeleti tornácra, ahonnan az összes emeleti helyiségbe be lehet lépni. Nyugatra egy nagy szoba, a központi részen a konyha, keleti részén két kamra található. A ház védett kulturális műemlék.

- A településen Aquapark működik.

## Kultúra
- A KUD „Zora” Adamovec kulturális és művészeti egyesület 1920-ban alakult, mint a „Zora” tamburazenekarként és kisebb megszakításokkal a mai napig működik. Az egyesület tamburazenekarának sajátossága, hogy a legrégebbi és eredeti horvát kétszólamú tamburán játszik, amelyet Milutin Farkašról közismert néven Farkaš-rendszerű, vagy egyszerűen Farkaš-tamburábak neveznek. Meg kell jegyezni, hogy ez a fajta tambura szinte teljes mértékben kihalt Horvátországban, ahol jelenleg csak kettő vagy három hasonló együttes működik.

- A KUD „Dragutin Domjanić” Adamovec kulturális és művészeti egyesületet 1974-ben alapították. Céljuk, hogy megőrizzék régiójuk hagyományait és szokásait, valamint megőrizzék Dragutin Domjanić, a településen született nagy költő emlékét. Az egyesületnek több mint hetven aktív tagja van, több szekcióban működnek: tamburazenekar és tamburaiskola, női és férfikórus, valamint folklórcsoport. Az egyesület szervezésében kerül megrendezésre évente a „Domjanićevih noći” (Domjanić-estek) kulturális fesztivál

## Oktatás
Az adamoveci iskolaépületet az 1958/59-es tanévben építették és kezdte meg működését. Az előregyártott elemekből álló tornatermet 1981-ben építették hozzá. 1966-ig független iskola volt két regionális iskolával, melyek Marócán és a Glavnica Donján működtek. 1963 óta a soblineci iskolába integrálták, 1977-ben pedig területi iskolává vált. Jelenleg 10 osztályba osztva 192 tanulója van.

## Egyesületek
DVD Adamovec önkéntes tűzoltó egyesület